# Niurka Marcos
Niurka Rosa Melanie Francisca Marcos Calle (sinh ngày 25 tháng 11 năm 1967) là ca sĩ, vũ công, diễn viên và vedette người Cuba-México. Bà thường được gọi là Niurka.

## Đời sống cá nhân
Marcos sinh tại Havana, Cuba trong gia đình có cha là Carmelo Marcos, một chuyên gia hải quân Cuba và mẹ là Celestina Calle, một bà nội trợ. Bà có năm anh chị em: Martha, Maribel, Thomas, María del Carmen và Ernesto. Marcos đã hẹn hò và kết hôn với diễn viên Bobby Larios vào năm 2004. Sau khi li dị Larios, Marcos kết hôn và chung sống với Yanixán Texido từ năm 2007 đến 26 tháng 5 năm 2009. Bà là một phần của nhóm người nước ngoài đầu tiên được Tổng thống Vicente Fox cho phép nhập tịch México và có ba người con sinh ra ở México. Tên của họ là Itzacoatl "Kiko", Romina và Emilio.

## Sự nghiệp
Marcos đóng vai chính trong telenovela Velo de Novia, được sản xuất bởi người bạn trai sau đó của bà, Juan Osorio. Năm 2001, Marcos đóng vai một vũ công khiêu dâm tên Karicia trong vở opera México Salomé với sự tham gia của Edith González và Guy Ecker, giúp bà nhận được giải TVyNovelas Award ở hạng mục Nữ phụ xuất sắc nhất tại 20th TVyNovelas Awards. Năm 2004, bà là một thí sinh trong chuỗi chương trình thực tế Big Brother México. Bà xuất hiện với vai trò diễn viên phụ trong La Fea Más Bella suốt cả năm 2006 và đã thể hiện ca khúc "Se Busca Un Hombre" trong album gồm các ca khúc nhạc phim. Năm 2007, bà phát hành album có tựa đề La Emperadora và xuất hiện trên ấn bản tái bản tháng 2 năm 2007 của tạp chí México Playboy.
Bà khởi động chương trình của riêng mình vào năm 2008 mang tên Espectacularmente Niurka. Bà cũng dẫn chương trình cho El Show De Niurka gồm có các trò chơi, nhảy và hát và một bể sục mà tại đó bà sẽ phỏng vấn các nghệ sĩ khác. Marcos được tham gia vào vở kịch làm lại từ La ronda de las arpías vào tháng 8 năm 2009. Năm 2011, Marcos tham gia Emperatriz với một vai diễn phản diện mới mẻ.

## Danh sách các đĩa nhạc
- La Emperadora (2007)

## Danh sách các bộ phim

### Phim truyền hình
| Năm       | Tên                             | Vai                     | Chú ý                 |
| --------- | ------------------------------- | ----------------------- | --------------------- |
| 1998      | Vivo Por Elena                  | Myrtha                  | Vai diễn định kì      |
| 1998      | Gotita de amor                  | Constanza               | Vai diễn định kì      |
| 1999      | Nunca te olvidaré               | Alcatráz Cordero        | Vai diễn định kì      |
| 1999      | Tres mujeres                    | Yamilé Nuñez            | Vai diễn định kì      |
| 2001      | Salomé                          | Karicia                 | Vai phụ               |
| 2003-2004 | Velo de novia                   | Vida                    | Vai phụ               |
| 2004      | Big Brother México              | Herself                 | Thí sinh              |
| 2004      | Corazones al límite             | Dulce María             | Vai diễn định kì      |
| 2004      | Escándalo TV de noche           | Bản thân                | Đồng dẫn chương trình |
| 2006-2007 | La fea más bella                | Paula María Conde       | Vai diễn phụ          |
| 2008      | Fuego En La Sangre              | Maracuya                | Vai diễn định kì      |
| 2008      | Espectacularmente Niurka        | Bản thân                | Dẫn chương trình      |
| 2008      | El Show de Niurka               | Bản thân                | Dẫn chương trình      |
| 2011      | Ella es Niurka                  | Bản thân                | Dẫn chương trình      |
| 2011      | Emperatriz                      | Ángela 'Quimera' Galván | Vai diễn định kì      |
| 2012      | La mujer de Judas               | Ricarda Araujo          | Vai diễn định kì      |
| 2014      | Mi corazón es tuyo              | Bản thân                | Vai diễn khách mời    |
| 2014      | Soy tu doble                    | Bản thân                | Giám khảo             |
| 2015      | Rica, Famosa, Latina            | Bản thân                | Vai chính             |
| 2016      | Rica, Famosa, Latina            | Bản thân                | Vai chính             |
| 2016      | El minuto que cambió mi destino | Bản thân                | Phim tài liệu         |
| 2017      | Rica, Famosa, Latina            | Bản thân                | Vai chính             |